# Tyron
Marcus Tullius Tiro, Tyron (ur. 103 p.n.e. w Arpino, zm. 4 p.n.e.) – wyzwoleniec Cycerona, przyjaciel i sekretarz pisarza. Po śmierci Cycerona przeniósł się do wsi w rejonie Pozzuoli, gdzie zmarł w wieku 99 lat. Autor niezachowanej biografii Cycerona. Prowadząc notatki Cycerona posługiwał się tzw. "znakami tyrońskimi" (notae Tironianae, patrz tachygrafia), które były pierwszą formą stenografii.